# Società Sportiva Maceratese 1972-1973
Questa voce raccoglie le informazioni riguardanti la Società Sportiva Maceratese nelle competizioni ufficiali della stagione 1972-1973.

## Rosa
| N. |                   | Ruolo | Calciatore           |
| -- | ----------------- | ----- | -------------------- |
|    | Italia (bandiera) | A     | Oreste Alessandrini  |
|    | Italia (bandiera) | C     | Walter Baroncelli    |
|    | Italia (bandiera) | A     | Giuseppe Bonfigli    |
|    | Italia (bandiera) | A     | Renzo Brando         |
|    | Italia (bandiera) | A     | Rolando Cervigni     |
|    | Italia (bandiera) | D     | Giuseppe Ciappelloni |
|    | Italia (bandiera) | A     | Antonio Cittadini    |
|    | Italia (bandiera) | A     | Stefano Cittadini    |
|    | Italia (bandiera) | C     | Luciano Esposito     |
|    | Italia (bandiera) | C     | Paolo Guerrini       |

| N. |                   | Ruolo | Calciatore          |
| -- | ----------------- | ----- | ------------------- |
|    | Italia (bandiera) | P     | Nello Malizia       |
|    | Italia (bandiera) | D     | Stefano Maroni      |
|    | Italia (bandiera) | D     | Paolo Mataloni      |
|    | Italia (bandiera) | D     | Alessio Olivieri    |
|    | Italia (bandiera) | C     | Alberto Prenna      |
|    | Italia (bandiera) | C     | Renato Principi     |
|    | Italia (bandiera) | D     | Giuseppe Rega (cap) |
|    | Italia (bandiera) | D     | Umberto Santoro     |
|    | Italia (bandiera) | C     | Roberto Sentimenti  |
|    | Italia (bandiera) |       | Veneroni            |